# Солоп Владислав Ігорович
Владислав Ігорович Солоп (7 жовтня 2000 — 14 грудня 2024) — український військовий льотчик, майор (посмертно), пілот 299-ї бригади тактичної авіації Повітряних сил ЗСУ. Герой України (2025, посмертно).

## Життєпис
Народився 7 жовтня 2000 року в місті Верхньодніпровськ Дніпропетровської області.
З 2007 по 2011 роки навчався в середній загальноосвітній школі № 2 міста Верхньодніпровська, у період з 2011 по 2015 роки у Верхньодніпровській Спеціалізованій Школі № 1 з поглибленим вивченням іноземних мов. Пізніше навчався в Криворізькому ліцеї з посиленою військово-фізичною підготовкою.
Займався греко-римською боротьбою, займав призові місця на змаганнях.
Після ліцею у 2018 році вступив до Харківського національного університету Повітряних Сил імені Івана Кожедуба. В 2022 році закінчив університет, відтоді був пілотом штурмовика Су-25 у 299-й бригаді тактичної авіації.
Займав посаду старшого льотчика авіаційної ланки авіаційної ескадрильї.
Загинув 14 грудня 2024 року в наслідок збиття авіаційними засобами ураження противника при виконанні бойового завдання на літаку біля населеного пункту Сонячне, Херсонського району, Херсонської області.
Похований 18 грудня 2024 року на Алеї Слави центрального кладовища міста Верхньодніпровськ, Верхньодніпровської міської територіальної громади, Кам'янського району, Дніпропетровської області.

## Нагороди
- звання Герой України з удостоєнням ордена Золота Зірка (21 лютого 2025, посмертно) — за особисту мужність і героїзм, виявлені у захисті державного суверенітету та територіальної цілісності України, самовіддане служіння Українському народові[1].
- пам'ятний нагрудний знак командувача Повітряних Сил Збройних Сил України «Майстерність, честь, відвага» (посмертно)[3].